# A Confederação dos Tamoios (poema)

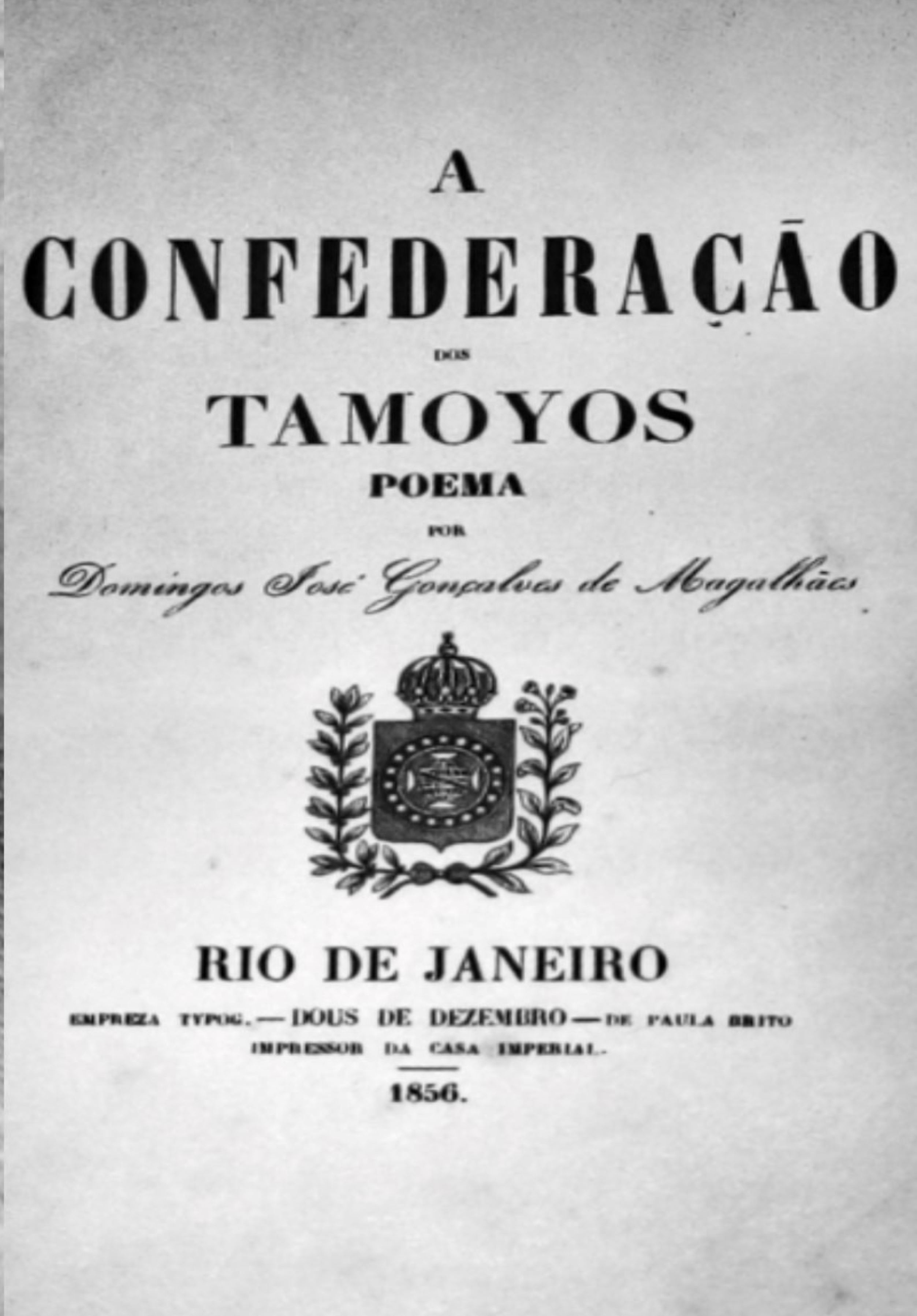
Capa da edição primeira de 1856.

A Confederação dos Tamoios é uma epopeia do romantismo brasileiro, escrita em 1856 pelo poeta e oficial do segundo reinado Domingos José Gonçalves de Magalhães (1811-1882), historicamente o introdutor do romantismo literário no Brasil. Magalhães pretendia com a publicação, oferecer ao Brasil uma epopeia nacional por excelência, símbolo e marco da autonomia política e estética do país então recém-liberto do domínio português.